# TinyPortal
A TinyPortal egy ingyenes portálrendszer, melyet azzal a céllal terveztek, hogy az egyik legnépszerűbb fórummotor (Simple Machines) kiegészítéseként működjön. A számos modulnak köszönhetően a TinyPortal rendelkezik mindazon funkciókkal, amelyekkel más önálló portálrendszerek is. A TinyPortal könnyen kezelhető, felhasználóbarát adminisztrációs felülettel rendelkezik, a telepítése pedig mindössze néhány kattintással elvégezhető. Mivel a felhasználó által használt fórum funkcióit használja, így a telepítés során nincs szükség a fórum fájljainak módosítására. (Forrás: TinyPortal.Eu)
A TinyPortal PHP-ban íródott és MySQL adatbázist használ az adatok tárolására, így sikeres működtetése érdekében olyan tárhelyre van szükség amely PHP futtatási lehetőséggel és MySQL adatbázissal rendelkezik.
A TinyPortal európai és magyarországi elterjesztésében a TinyPortal.Eu Közössége  foglalkozik. Segítenek az SMF és a TinyPortal telepítésében, továbbá elkészítik a megjelenő új verziók fordítását magyar nyelvre, és biztosítják ezek ingyenes letölthetőségét és alkalmazhatóságát.

## Mi is a TinyPortal
A TinyPortal - vagy TP  - egy portál kiegészítés a Simple Machines Forum-hoz, mely könnyen, a fórum Csomagkezelőjén keresztül üzembe helyezhető és egy komplett honlapnak megfelelő jellemzőkkel egészíti ki a fórumodat. A TinyPortal telepítése után eszköztárad oldalak, blokkok és modulok hozzáadásával bővül, így létrehozhatsz egy teljes értékű weboldalt. A rendelkezésre álló, több száz TP Sablon letöltése és installálása után minden vendég illetve felhasználó a Sablonválasztó blokkban kiválaszthatja a neki tetsző sablont, és ezután a weblap kinézete a saját ízlése és elvárása szerint fog megjelenni.

### TinyPortal jellemzői
Egyszerű oldalak, cikkek

A Cikkek a saját címüket használják , pl. index.php?page=34 vagy index.php?page=mypage formátumban. Ez 4 különböző típus lehet, PHP, HTML, BBC(forum címkék) vagy külső cikk. Mindegyiket felhasználóicsoport hozzáféréssel és alaprajzopciókkal tudják a cikk kategóriákba tenni. Az egyetlen cikknek szintén lehet saját alaprajzopciói: megjegyzések, egyszerű megjelenés, és látszik, vagy rejtve van a cikk a kategóriában.
 Blokk  információ 
A Blokkok olyan kis boxok, melyek helyet biztosítanak információknak, amit minden oldalon vagy a fórumi részen tudsz elhelyezni, bal vagy jobb oldalon. Vagy elrejtheted őket a fórum megjelenésekor. A sok beépített típus közül ki lehet választani, hogy melyiket szeretnéd használni, vagy külső PHP, HTML, Script kódokat tudsz használni. Jó néhány már beépített a tinyportalban: sablon választó, kereső, naptár, admin információk, letöltéskezelő, fórumon megjelenők kiíratása, utolsó hozzászólások, üzenőfal stb...
 Panelek
A Panelek azon területek, amik a tartalom körül helyezkednek el, és blokkokat tartalmazzák. Kiválasztható az admin felületen a megjelenési módjuk. Bal, jobb, felső, alsó, felső és alacsonyabb pozíciókban elhelyezkedők lehetnek. Mindegyik panel bizonyos módon elrendezheti a blokkjaidat - például 2-2 vízszintesen egymás mellett vagy, függőlegesen, vagy  egy egyszerű rácsháló-rendszerben.
 TP bővítőmodulok
A Modulok a TP-hez hozzáadhatók és installálás után egészen új, különálló területekként jelennek meg TP-en belül. Jelenleg TP –ben kettő van beépítve alapként: egy Download Manager ( Letöltés kezelő) : te kategóriákkal láthatod el és felhasználói csoportnak adhatsz hozzáférési lehetőséget a fájlokhoz, a fájl raktárban.Eldöntheted, hogy kik jogosultak feltölteni és letölteni a fájlokat.

És egy Shoutbox modul (Üzenőfal) . Egy fajta mini-csevegés biztosít a tagok részére elsősorban egy blokkban, melyet a főoldal valamelyik helyén helyezhetsz el. Az admin részben, mint adminisztrátor moderálni tudod, a nem tetsző, a fórum előírásait sértő hozzászólásokat, üzeneteket tudod törölni..
(Forrás: TinyPortal.net)

## Támogatott fórum
A TinyPortál jelenleg a fórummotor alábbi verzióiba integrálható:
- SMF 1.1.x
- SMF 2

## Beépített modulok, blokkok
A TinyPortál amellett, hogy sok felhasználók által készített kiegészítővel rendelkezik, számos belső modult és blokkot is tartalmaz, és használja az SMF beépíthető moduljait is.
Modulok:
- Fórum
- Hírek modul (Főoldalon hírek listázásához)
- Fórum hírek (Bizonyos fórumok hozzászólásait listázhatjuk ki a főoldalon)
- RSS hírek
- Blog
- Chat
- Üzenőfal
- Képgaléria (Fotókat kategóriákba rendezheted)
- Szavazás (A fórumban hozzáadott szavazást a hozzászólások között jeleníti meg)

Blokkok:
- Személyes menü blokk
- Utolsó fórum hozzászólások
- Legfrissebb letöltések
- Keresés
- Sablon választó
- Portál statisztika
- Naptár stb.
- Script box
- PHP box
- HTLM box
- Menü box
- Modul Funkciók
- Üzenőfal
- Letöltések (letöltéseidet kategóriákba rendezheted)
- Admin eszközkezelő
- Cikkek

Ezen kívül lehetőség van saját oldalalak, és blokkok létrehozására is.